# Провулок Черняховського (Черкаси)
Провулок Черняхо́вського — провулок в Черкасах.

## Розташування
Провулок короткий і простягається у південно-східному напрямку. Починається він від вулиці Кобзарської, перетинає вулицю Сінну і проходить до вулиці Симиренківської.

## Опис
Провулок заасфальтований. Забудований повністю приватними будинками.

## Походження назви
Провулок був утворений 1960 року і названий на честь радянського генерала Івана Черняховського.
18 червня 2025 року під час засідання топонімічної комісії схвалили перейменування провулку Черняховського на провулок Павла Чубинського.